# Radnice v Kežmarku
Kežmarská radnice je původně gotická historická budova radnice z poloviny 16. století, která se nachází uprostřed Hlavního náměstí v městské památkové rezervaci v historickém centru Kežmarku na Slovensku. Byl jí udělen statut národní kulturní památky.

## Historie
Dnešní budova radnice není na území města Kežmarok první. Původní radniční budova stála na jedné z nejstarších ulic Kežmarku – na Starém trhu, ale byla poškozena při požáru způsobeném husitským vpádem v roce 1433. Tehdy částečně vyhořela a centrum města bylo přesunuto do jiné části města, kde vzniklo nové náměstí. Současnou budovu nechal postavit Juraj ze Spišské Soboty uprostřed nově vzniklého náměstí v roce 1461. Budova má obdélníkový půdorys a původně byla postavena v gotickém slohu. Pod budovou se nachází starý sklep, ze kterého údajně vedla úniková chodba z radnice.
V první polovině 16. století byla radnice poškozena požárem a v letech 1541 až 1555 byla mistrem Kuntzem z Kežmarku přestavěna v renesančním slohu. V roce 1641 byla za rychtáře Žigmunda Moese k radnici přistavěna věž. Podle dobového popisu Juraje Bohuše z roku 1720: "Radnice je zakončena cimbuřím, na jižní straně je namalován znak města a obraz spravedlnosti. Věž je rovněž zdobena mravoučnými nápisy. Na věži se při trzích tluče na olověné bubny a hraje městský trubač...".[zdroj?] Další přestavba proběhla v roce 1799 v klasicistním stylu, rovněž po požáru, který radnici poškodil v roce 1779. Poslední požár radnici poškodil 24. května 1922, po tomto požáru následovala také rekonstrukce budovy v roce 1923, v roce 2019 byla před radnicí zřízena kašna.
V budově dnes sídlí Městský úřad Kežmarok. Je součástí Městské památkové rezervace Kežmarok. Dne 4. prosince 1981 byla zapsána na seznam kulturních památek.

## Galerie

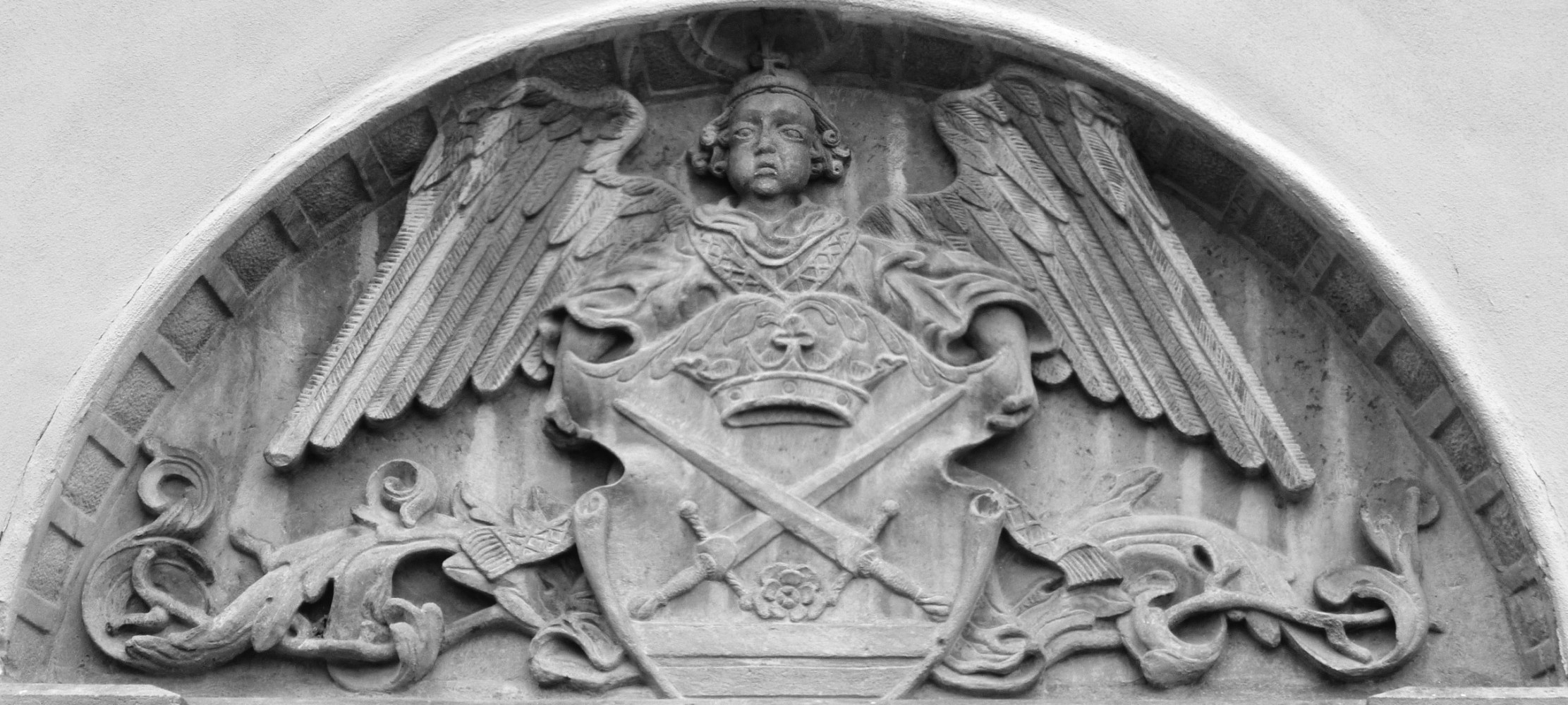
Detail erbu na fasádě budovy nad vchodem
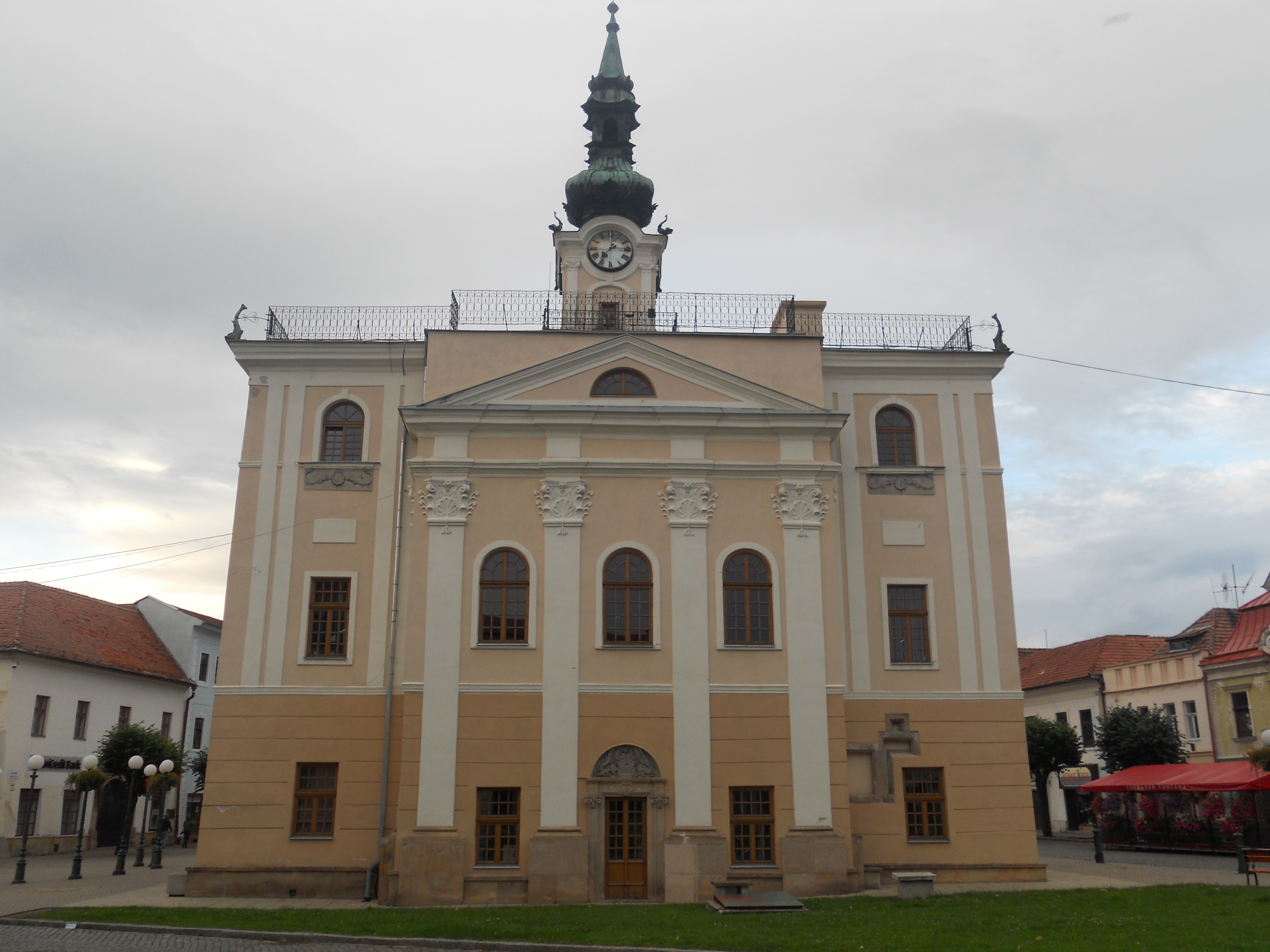
Jižní fasáda budovy
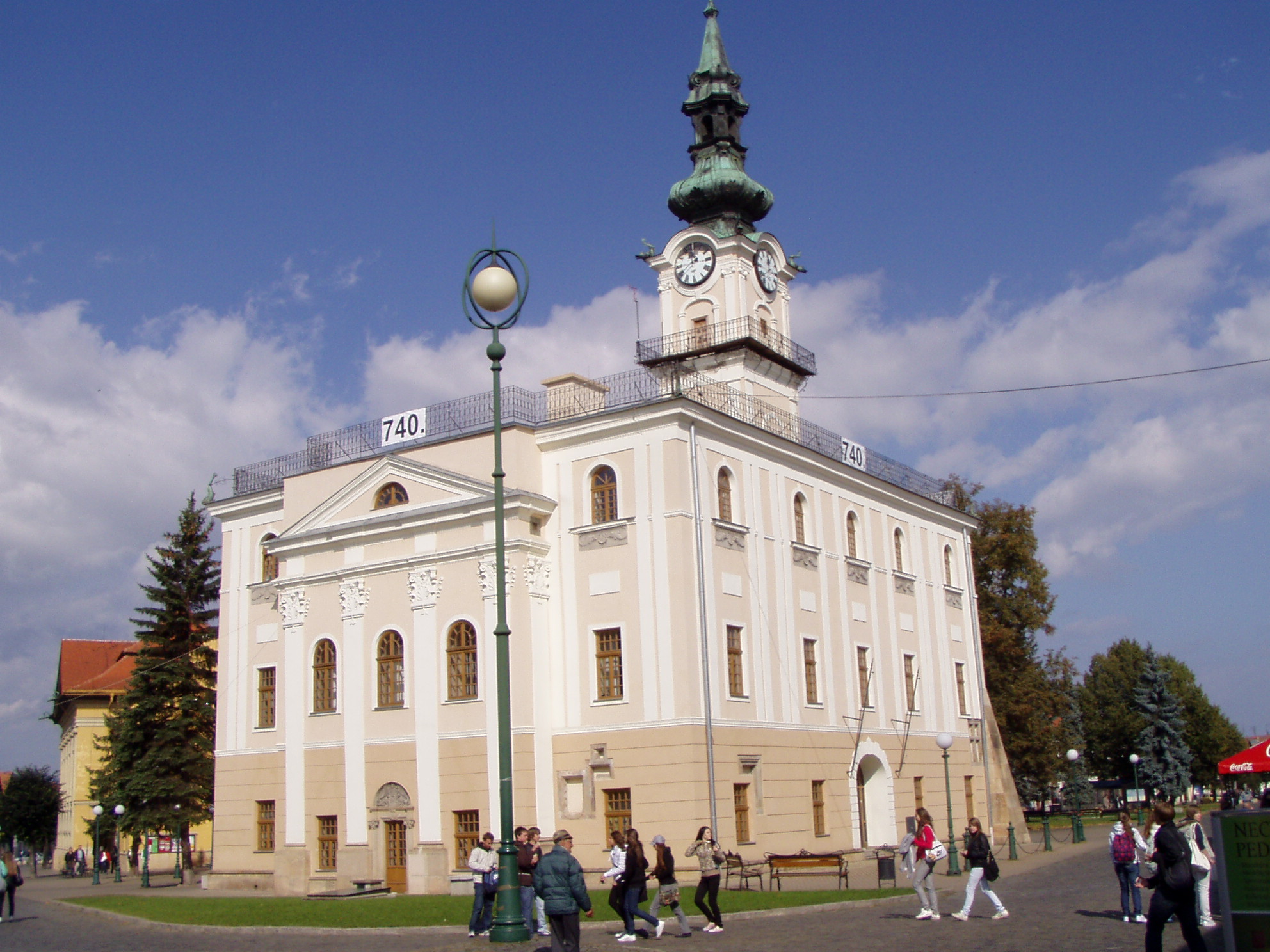
Pohled na budovu radnice z jihovýchodu
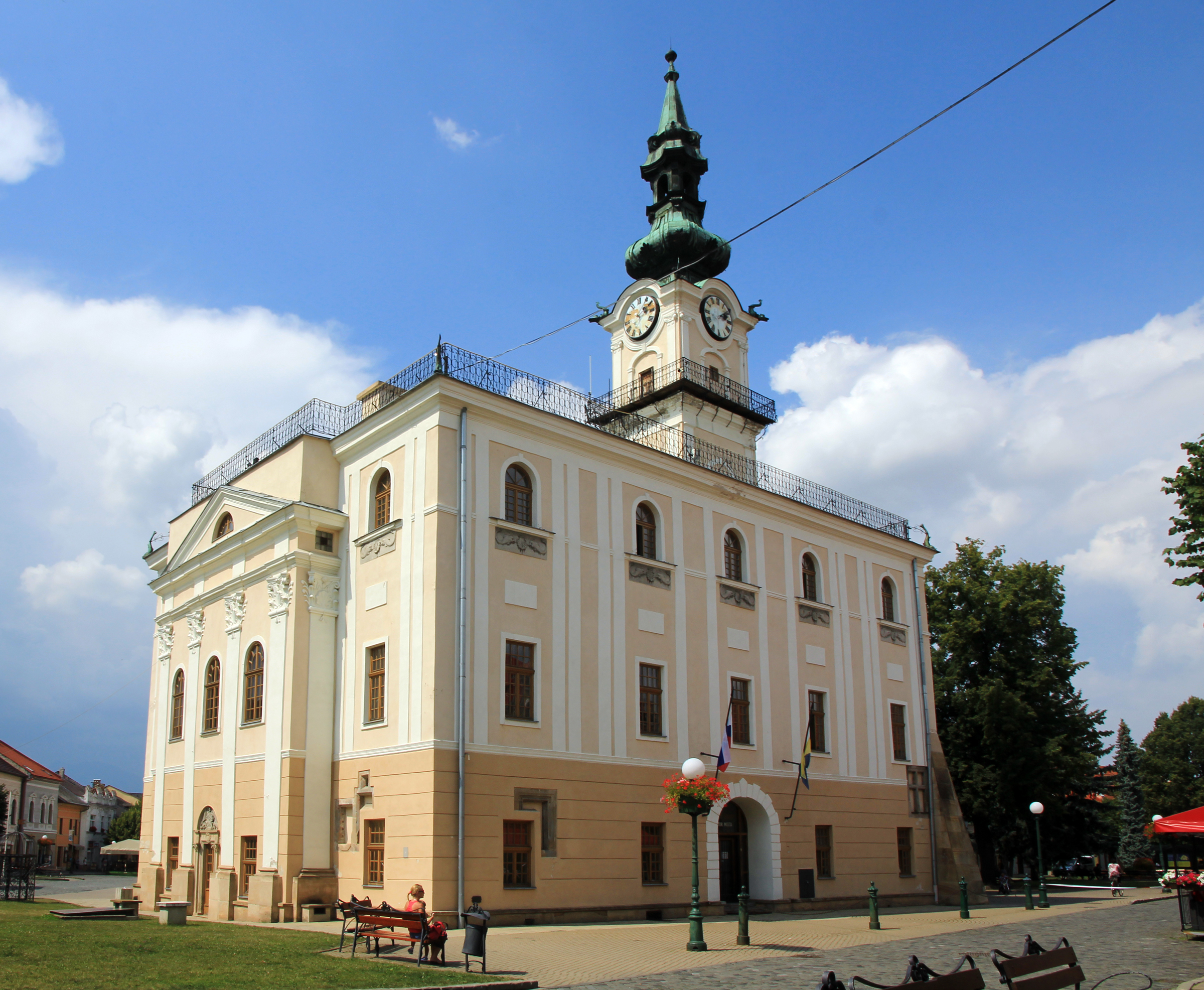
Východní fasáda budovy
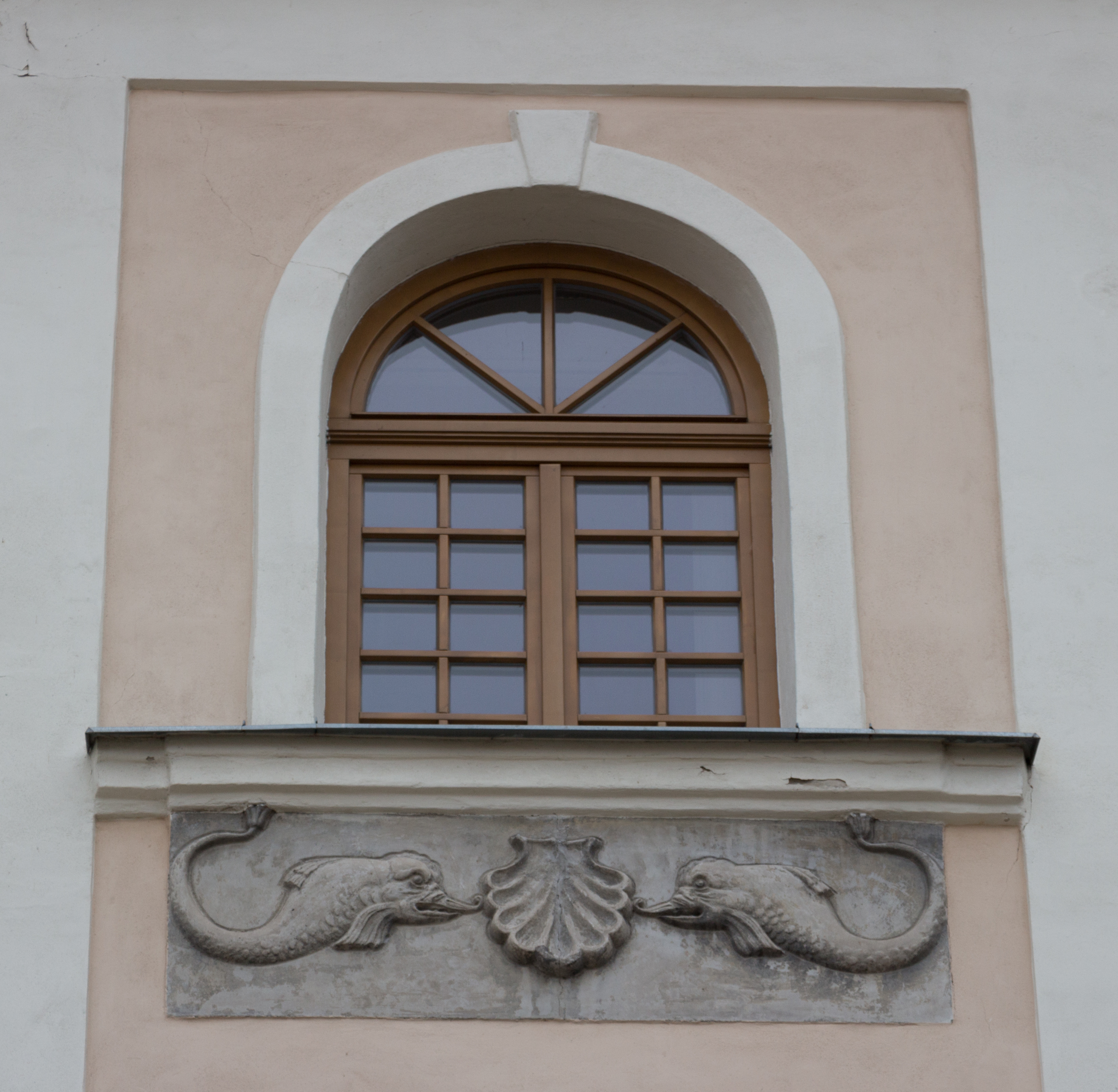
Detail okna
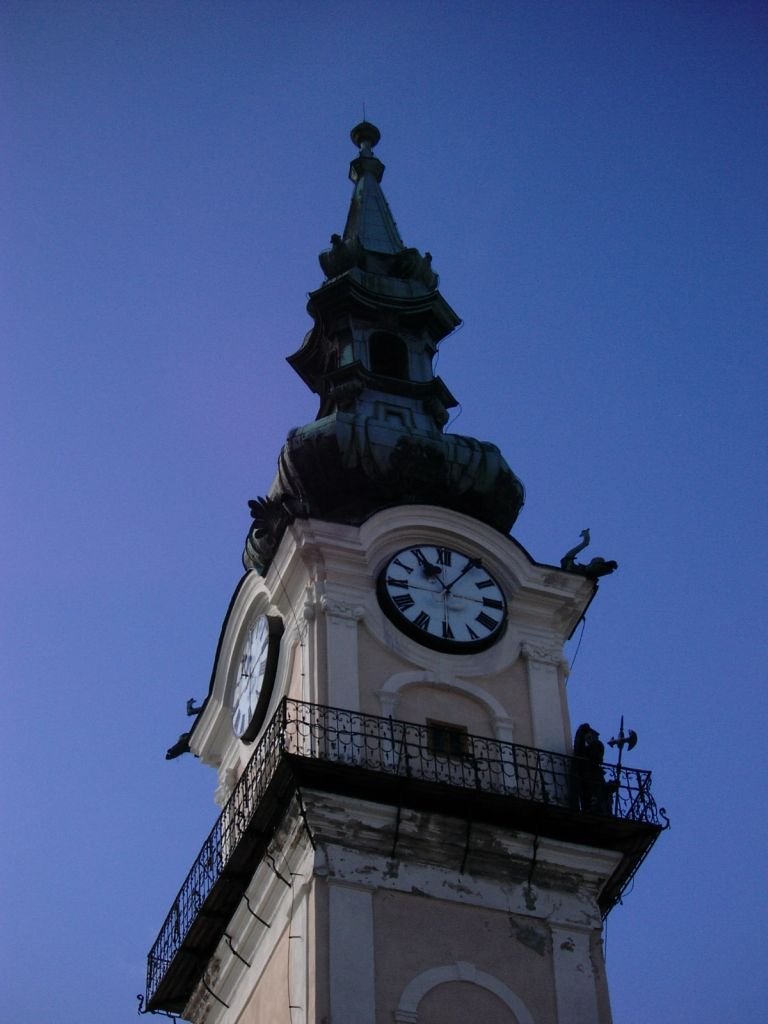
Detailní pohled na vrchol radniční věže
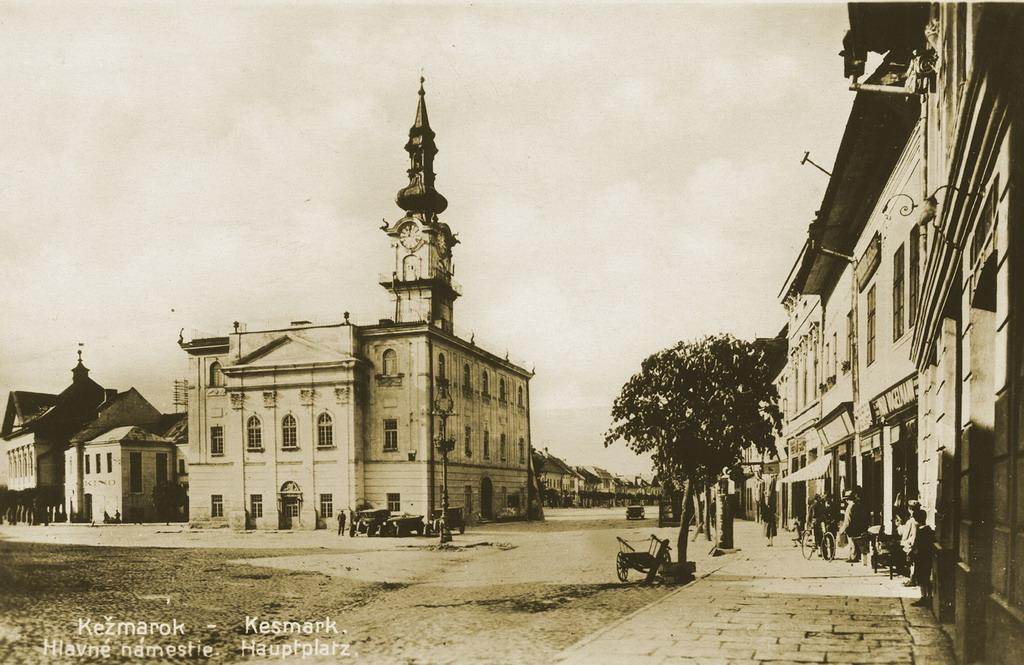
Radnice na dobové pohlednici
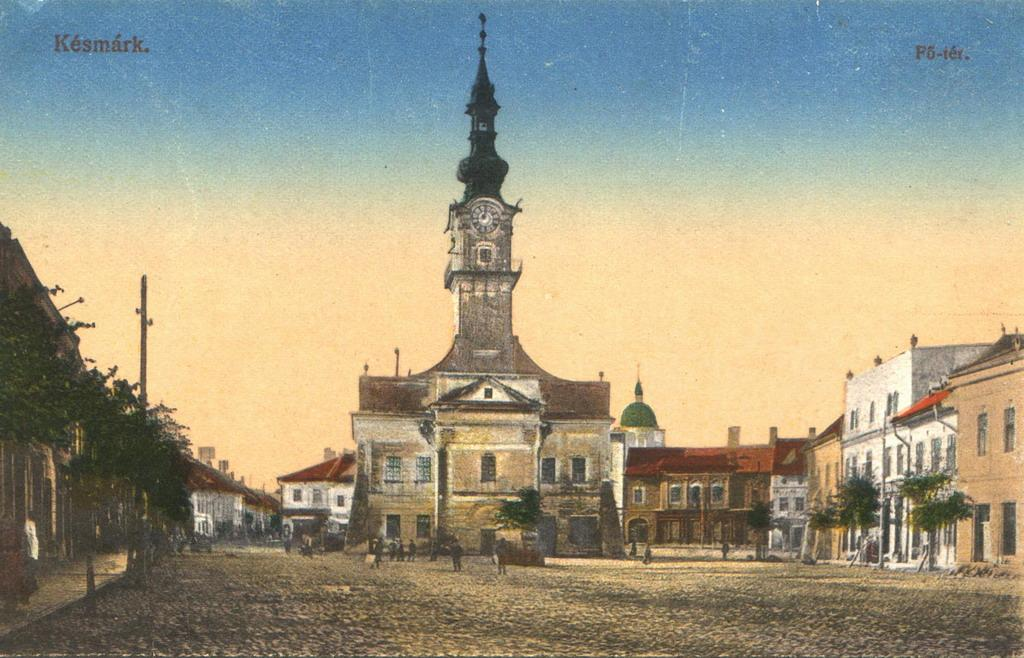
Radnice na dobové pohlednici